# 위저드 (마블 코믹스)
위저드(영어: Wizard)는 마블 코믹스의 슈퍼빌런 캐릭터이다. 본명은 벤틀리 휘트먼(Bentley Wittman)으로, 휴먼 토치의 악당으로 첫등장하여 판타스틱 포의 악당으로 발전하였으며, 과학적 지식을 마법처럼 부리며 다양한 장비를 사용한다. 1962년 11월 《이상한 이야기》 102호에 처음 등장했고, 스탠 리와 잭 커비가 공동 창작하였다.

## 담당 배우

### 영화
- 스파이더맨: 홈커밍(2017) - 보킴 우드바인

## 담당 성우

### TV 애니메이션
- 스파이더맨(1994) - 브래드 크랜들
- 판타스틱 포(1994) - 론 펄먼
- 판타스틱 포: 세계 최고의 영웅들(2006) - 조너선 홈스
- 얼티밋 스파이더맨(2011) - 톰 케니

### 비디오 게임
- 마블 얼티밋 얼라이언스 2(2009) - 대니 맨
- 마블 히어로즈(2013) - 릭 D. 와서먼
- 레고 마블 슈퍼 히어로즈(2013) - 트로이 베이커